# Civilization V: Brave New World
Sid Meier's Civilization V: Brave New World is het tweede uitbreidingspakket van Civilization V, ontwikkeld door Firaxis. Brave New World is uitgebracht op 9 juli 2013 in Noord-Amerika en op 12 juli in de rest van de wereld.

## Uitbreidingen
Brave New World bevat negen nieuwe beschavingen.
Nieuwe onderdelen van het spel zijn handelsroutes, ideologieën en het wereldcongres. Ook is de "Cultural Victory" verbeterd via toerisme, archeologie en meesterwerken. Het spel bevat dezelfde uitbreidingen van Gods & Kings, behalve de beschavingen.
Verder zijn er twee nieuwe scenario's beschikbaar: 
- "American Civil War", betreffende de Amerikaanse Burgeroorlog;
- "Scramble for Africa", betreffende de Wedloop om Afrika.

## Nieuwe beschavingen en leiders
| Beschaving       | Leider          | Hoofdstad      | Unieke vaardigheid   | Unieke eenheid #1  | Unieke eenheid #2 / gebouw |
| ---------------- | --------------- | -------------- | -------------------- | ------------------ | -------------------------- |
| Assyrië          | Assurbanipal    | Aššur          | Treasures of Nineveh | Siege Tower        | Royal Library              |
| Brazilië         | Peter II        | Rio de Janeiro | Carnival             | Pracinha           | Brazilwood Camp            |
| Ethiopië         | Haile Selassie  | Addis Abeba    | Spirit of Adwa       | Mehal Sefari       | Stele                      |
| Indonesië        | Gajah Mada      | Jakarta        | Spice Islanders      | Kris Swordsman     | Candi                      |
| Marokko          | Ahmad al-Mansur | Marrakesh      | Gateway to Africa    | Berber Cavalry     | Kasbah                     |
| Polen            | Casimir III     | Warschau       | Solidarity           | Winged Hussar      | Ducal Stable               |
| Portugal         | Maria I         | Lissabon       | Mare Clausum         | Nau                | Feitoria                   |
| Shoshone         | Pocatello       | Moson Kahni    | Great Expanse        | Pathfinder         | Comanche Riders            |
| Venetië          | Enrico Dandolo  | Venetië        | Serenissima          | Merchant of Venice | Great Galleas              |
| Zoeloekoninkrijk | Shaka Zoeloe    | Ulundi         | Iklwa                | Impi               | Ikanda                     |

De Ethiopische beschaving maakte al eerder deel uit van de Gods & Kings-uitbreiding.

## Ontvangst
Recensies van Brave New World zijn over het algemeen zeer positief. Eindcijfers omvatten een 9,5 van GameSpot, een 9,4 van IGN, en een 8,8 van PC Gamer.
Civilization · II (Conflicts in Civilization · Fantastic Worlds · Test of Time)  ·  III (Play the World · Conquests) · IV · (Warlords · Beyond The Sword) · Colonization · Revolution · V (Gods & Kings · Brave New World) · World · Revolution 2 · Beyond Earth (Rising Tide) · VI · (Rise and Fall · Gathering Storm) · VII